# Römisch-katholische Kirche in Uruguay

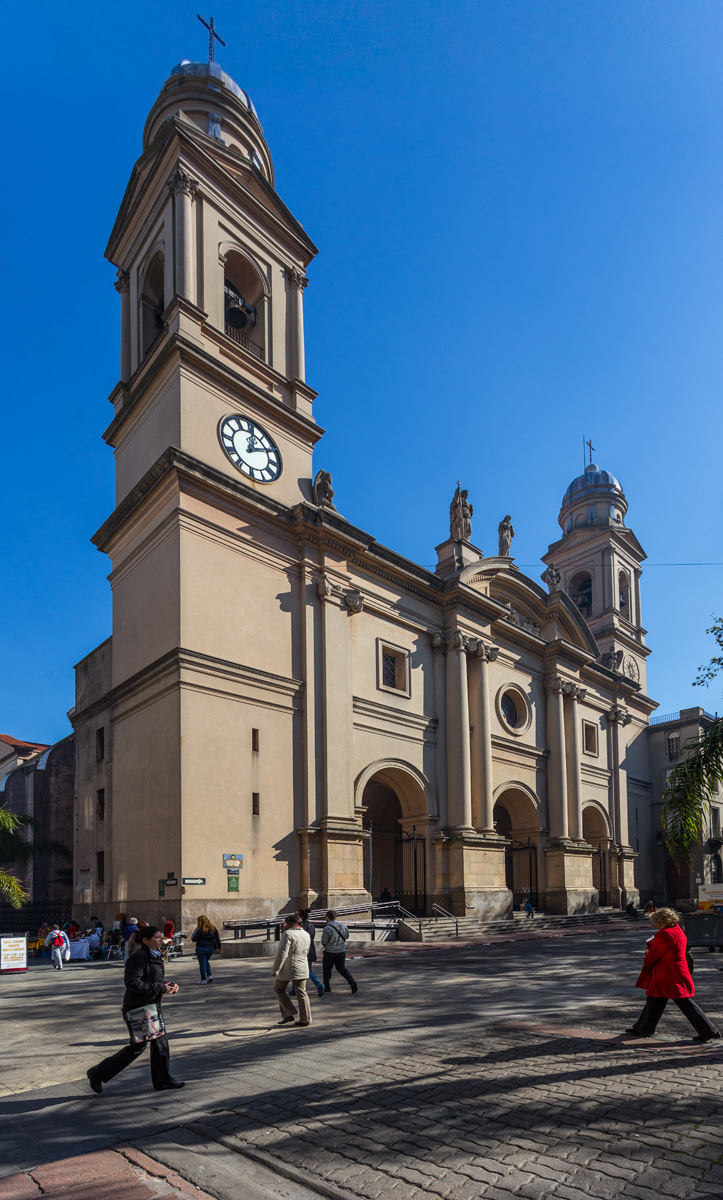
Die Kathedrale von Montevideo

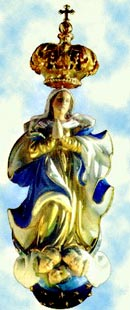
Unsere Liebe Frau der Dreiunddreißiger, Schutzpatronin von Uruguay

Die römisch-katholische Kirche in Uruguay ist Teil der weltweiten römisch-katholischen Kirche.

## Organisation
In Uruguay bekennen sich 47 % der Bevölkerung zur römisch-katholischen Konfession (Stand: 2006). Das ist die niedrigste Quote aller Länder Südamerikas mit Ausnahme von Guyana und Surinam.
Die römisch-katholische Kirche in Uruguay ist als Kirchenprovinz in ein Erzbistum und neun dazugehörende Suffraganbistümer gegliedert.
Die pastorale Betreuung der Katholiken in Uruguay wird durch 198 Diözesanpriester, 266 Ordenspriester, 76 ständige Diakone, 1.099 Ordensschwestern und 392 Ordensbrüder gewährleistet.
Der Nationalheilige Uruguays ist Jakobus, Sohn des Alphäus.
Der Heilige Stuhl unterhält volle diplomatische Beziehungen zu Uruguay. Apostolischer Nuntius ist seit Januar 2023 Erzbischof Gianfranco Gallone.

## Bistümer in Uruguay
Lateinische Kirche
- Erzbistum Montevideo, Bistum Canelones, Bistum Florida, Bistum Maldonado-Punta del Este-Minas, Bistum Melo, Bistum Mercedes, Bistum Salto, Bistum San José de Mayo und Bistum Tacuarembó

Armenisch-katholische Kirche
- Apostolisches Exarchat Lateinamerika und Mexiko (umfasst auch Brasilien und Mexiko)

## Bedeutende Persönlichkeiten
- Dámaso Antonio Larrañaga (1771–1848), Naturalist, erster Apostolischer Vikar von Uruguay
- Juan Francisco Larrobla (1775–1842), Theologe und Patriot, Verfasser der Unabhängigkeitserklärung
- José Benito Monterroso (1780–1838), Sekretär des Nationalheldes José Gervasio Artigas
- José Benito Lamas (1787–1857), Patriot und Lektor
- Manuel Barreiro (1787–1838), Patriot und Verfassungsgeber
- Lorenzo Antonio Fernández (1792–1852), Verfassungsgeber und Rektor der Universidad de la República
- Jacinto Vera y Durán (1813–1881), erster Bischof von Montevideo
- Selige Francisca Rubatto (1844–1904), Gründerin der Kapuzinerinnen von Mutter Rubatto[2]
- Mariano Soler (1846–1908), erster Erzbischof von Montevideo, Seliger
- Antonio María Barbieri OFMCap (1892–1979), erster uruguayischer Kardinal
- Juan Luis Segundo SJ (1925–1996), Befreiungstheologe
- Rubén Isidro Alonso, SDB (1929–1992), Straßenpriester
- Daniel Fernando Sturla Berhouet SDB (* 1959), Erzbischof von Montevideo und Kardinal
- Gonzalo Aemilius (* 1979), ehemaliger Leiter des Liceo Jubilar, Privatsekretär von Papst Franziskus